# Збичина (Польща)
Збичина (пол. Zbyczyna) — село в Польщі, у гміні Пежув Кемпінського повіту Великопольського воєводства.
Населення — 122 особи (2011).
У 1975-1998 роках село належало до Каліського воєводства.

## Демографія
Демографічна структура станом на 31 березня 2011 року:
|          | Загалом | Допрацездатний вік | Працездатний вік | Постпрацездатний вік |
| -------- | ------- | ------------------ | ---------------- | -------------------- |
| Чоловіки | 66      | 19                 | 43               | 4                    |
| Жінки    | 56      | 10                 | 37               | 9                    |
| Разом    | 122     | 29                 | 80               | 13                   |